# Araniella tbilisiensis
Araniella tbilisiensis är en spindelart som först beskrevs av Tamara Mcheidze 1997.  Araniella tbilisiensis ingår i släktet Araniella och familjen hjulspindlar. Inga underarter finns listade i Catalogue of Life.